# Cinemaya
Cinemaya este o revistă de cinema influentă înființată în 1988 și dedicată în exclusivitate cinematografiei asiatice. Ea este publicată în limba engleză la New Delhi (India) și este distribuită pe plan internațional. Actualul redactor-șef al revistei Cinemaya este Aruna Vasudev, o eminentă cercetătoare a cinematografiei asiatice. Obiectivele principale ale revistei sunt promovarea filmelor asiatice pe plan internațional și sprijinirea cinematografiilor naționale asiatice în câștigarea unei recunoașteri internaționale mai extinse.
În 1990, în colaborare cu UNESCO, Cinemaya a înființat Network for the Promotion of Asian Cinema („Rețeaua pentru promovarea cinematografiei asiatice”), o asociație de profesioniști în domeniul cinematografiei cu sediul în Singapore, care acordă anual premii pentru cele mai bune filme asiatice la anumite festivaluri de film din întreaga lume.
Cinefan sau Cinemaya Festival of Asian Cinema, cunoscut acum sub numele de Osian's Cinefan Festival of Asian and Arab Cinema, a fost organizat începând din 1999 de revista Cinemaya și a fost preluat ulterior de Fundația Osian a lui Neville Tuli.